# Dansk Melodi Grand Prix

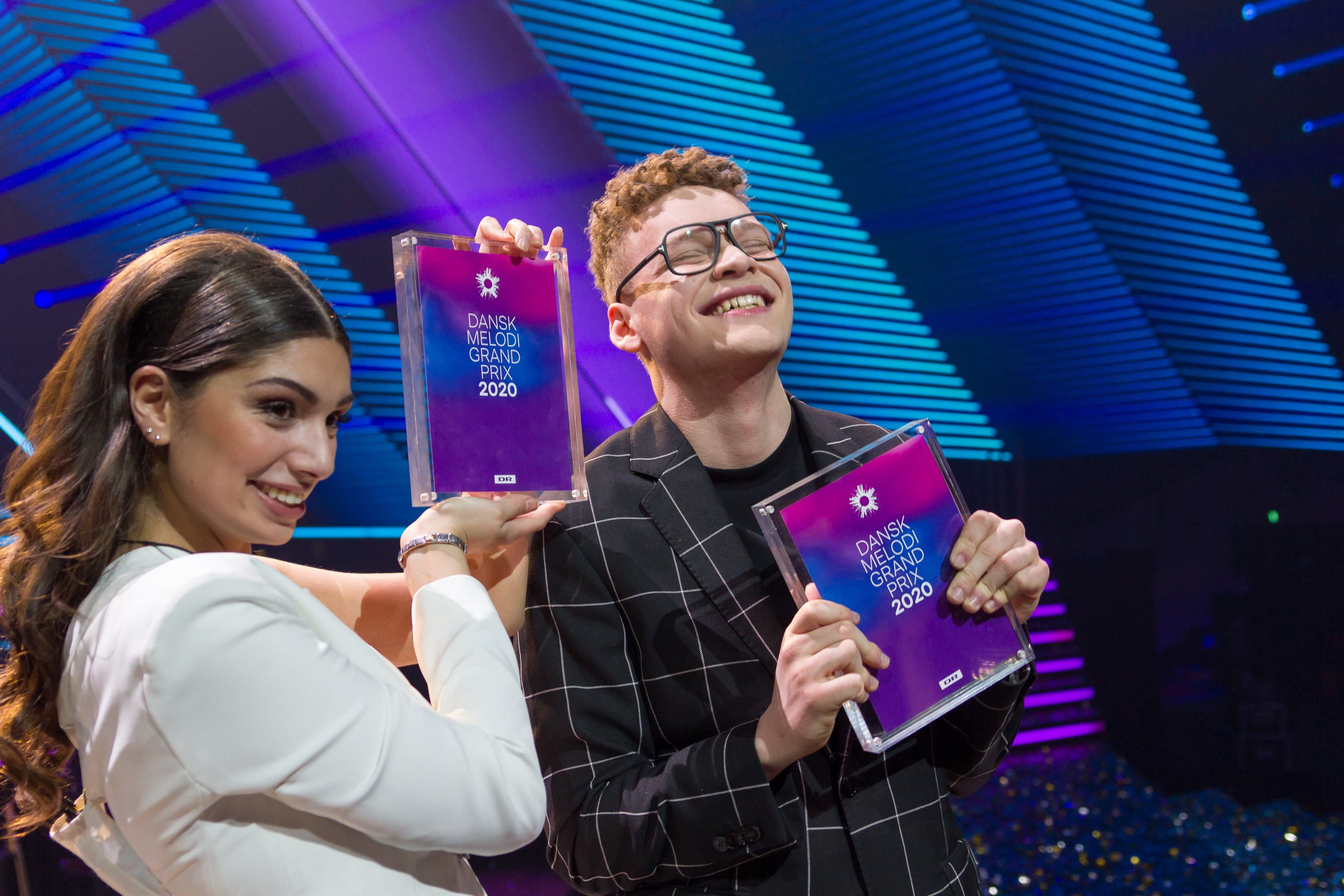
Músicos Ben & Tan com seus troféus Dansk Melodi Grand Prix em 2020.

Dansk Melodi Grand Prix (Dansk MGP) é uma competição anual de música organizada pela televisão pública dinamarquesa  Danmarks Radio (DR),que determina a representante do país no Festival Eurovisão da Canção.
O festival conseguiu produzir três vitórias no Festival Eurovisão da Canção (em 1963 com Grethe & Jørgen Ingmann, em 2000 com os Olsen Brothers e em 2013 com Emmelie de Forest) e onze canções ficaram nas primeiras 5 posições, mas não tem tido  um grande impacto no top de vendas dinamarquês . 

## Lista de vencedores
De seguida segue-se uma lista com os vencedores do Dansk Melodi Grand Prix . Não houve competição entre 1967 e 1977 e nos anos de  1994, 1998 e 2003.
| Edição | Canção                                    | Cantor                                                             | Posição no Festival |
| Edição | Tradução                                  | Compositor(s)                                                      | Posição no Festival |
| ------ | ----------------------------------------- | ------------------------------------------------------------------ | ------------------- |
| 1957   | Skibet skal sejle i nat                   | Birthe Wilke and Gustav Winckler                                   | 3º                  |
| 1957   | O barco parte esta noite                  | Erik Fiehn, Poul Sørensen                                          | 3º                  |
| 1958   | Jeg rev et blad ud af min dagbog          | Raquel Rastenni                                                    | 8º                  |
| 1958   | Arranquei uma folha do meu diário         | Sven Ulrik, Harry Jensen                                           | 8º                  |
| 1959   | Uh, jeg ville ønske jeg var dig           | Birthe Wilke                                                       | 5º                  |
| 1959   | Uh, eu desejo que eu fosse você           | Otto Lington, Carl Andersen                                        | 5º                  |
| 1960   | Det var en yndig tid                      | Katy Bødtger                                                       | 10º                 |
| 1960   | Foi um tempo maravilhoso                  | Vilfred Kjær, Sven Buemann                                         | 10º                 |
| 1961   | Angelique                                 | Dario Campeotto                                                    | 5º                  |
| 1961   | Angelique                                 | Aksel V. Rasmussen                                                 | 5º                  |
| 1962   | Vuggevise                                 | Ellen Winther                                                      | 10º                 |
| 1962   | Canção de ninar                           | Kjeld Bonfils, Sejr Volmer-Sørensen                                | 10º                 |
| 1963   | Dansevise                                 | Grethe & Jørgen Ingmann                                            | 1º                  |
| 1963   | Balada para dançar                        | Otto Francker, Sejr Volmer-Sørensen                                | 1º                  |
| 1964   | Sangen om dig                             | Bjørn Tidmand                                                      | 9º                  |
| 1964   | Uma canção sobre ti                       | Aksel V. Rasmussen, Mogens Dam                                     | 9º                  |
| 1965   | For din skyld                             | Birgit Brüel                                                       | 7º                  |
| 1965   | Por sua causa                             | Jørgen Jersild, Poul Henningsen                                    | 7º                  |
| 1966   | Stop - mens legen er go'                  | Ulla Pia                                                           | 14º                 |
| 1966   | Pare - enquanto as coisas estão indo bem  | Erik Kåre                                                          | 14º                 |
| 1978   | Boom Boom                                 | Mabel                                                              | 16º                 |
| 1978   | Boom Boom                                 | Peter Nielsen, Andy Kulmbak, Michael Trempenau, Christian Have     | 16º                 |
| 1979   | Disco Tango                               | Tommy Seebach                                                      | 6º                  |
| 1979   | Discoteca tango                           | Tommy Seebach, Keld Heick                                          | 6º                  |
| 1980   | Tænker altid på dig                       | Bamses Venner                                                      | 14º                 |
| 1980   | Pensando sempre em ti                     | Bjarne Gren Jensen, Flemming Jørgensen                             | 14º                 |
| 1981   | Krøller eller ej                          | Tommy Seebach and Debbie Cameron                                   | 11º                 |
| 1981   | Encaracolado ou não                       | Tommy Seebach, Keld Heick                                          | 11º                 |
| 1982   | Video, Video                              | Brixx                                                              | 17º                 |
| 1982   | Video, Video                              | Jens Brixtofte                                                     | 17º                 |
| 1983   | Kloden drejer                             | Gry Johansen                                                       | 17º                 |
| 1983   | O Planeta Gira                            | Flemming Gernyx, Lars Christensen, Christian Jacobsen, Billy Cross | 17º                 |
| 1984   | Det' lige det                             | Hot Eyes                                                           | 4º                  |
| 1984   | É isso mesmo                              | Søren Bundgaard, Keld Heick                                        | 4º                  |
| 1985   | Sku' du spørg' fra no'en?                 | Hot Eyes                                                           | 11º                 |
| 1985   | Gostaria de Saber?                        | Søren Bundgaard, Keld Heick                                        | 11º                 |
| 1986   | Du er fuld af løgn                        | Lise Haavik                                                        | 6º                  |
| 1986   | Estás cheio de mentiras                   | John Hatting                                                       | 6º                  |
| 1987   | En lille melodi                           | Anne-Cathrine Herdorf                                              | 5º                  |
| 1987   | Uma pequena melodia                       | Helge Engelbrecht, Jacob Jonia                                     | 5º                  |
| 1988   | Ka' du se hva' jeg sa'?                   | Hot Eyes                                                           | 6º                  |
| 1988   | Não vês que foi o que eu te disse?        | Søren Bundgaard, Keld Heick                                        | 6º                  |
| 1989   | Vi maler byen rød                         | Birthe Kjær                                                        | 6º                  |
| 1989   | Nós estamos pintando a cidade de vermelho | Søren Bundgaard, Keld Heick                                        | 6º                  |
| 1990   | Hallo Hallo                               | Lonnie Devantier                                                   | 8º                  |
| 1990   | Olá, Olá                                  | John Hatting, Torben Lendager, Keld Heick                          | 8º                  |
| 1991   | Lige der hvor hjertet slår                | Anders Frandsen                                                    | 19º                 |
| 1991   | Onde o coração bate                       | Michael Elo                                                        | 19º                 |
| 1992   | Alt det sem ingen ser                     | Kenny Lübcke and Lotte Nilsson                                     | 12º                 |
| 1992   | Todas as coisas que ninguém vê            | Carsten Warming                                                    | 12º                 |
| 1993   | Under stjernerne på himlen                | Tommy Seebach Band                                                 | 12º                 |
| 1993   | Através das estrelas do céu               | Carsten Warming                                                    | 12º                 |
| 1995   | Fra Mols til Skagen                       | Aud Wilken                                                         | 5º                  |
| 1995   | De Mols a Skagen                          | Lise Cabble, Mette Mathiesen                                       | 5º                  |
| 1996   | Kun med dig                               | Dorte Andersen and Martin Loft                                     | x*                  |
| 1996   | Só contigo                                | Jascha Richter, Keld Heick                                         | x*                  |
| 1997   | Stemmen i mit liv                         | Kølig Kaj                                                          | 16º                 |
| 1997   | A voz da minha vida                       | Lars Pedersen, Thomas Lægård                                       | 16º                 |
| 1999   | This Time I Mean It                       | Michael Teschl e Trine Jepsen                                      | 8º                  |
| 1999   | Desta vez eu falo sério                   | Ebbe Ravn                                                          | 8º                  |
| 2000   | Fly on the Wings of Love                  | Olsen Brothers                                                     | 1º                  |
| 2000   | Voando nas asas do amor                   | Jørgen Olsen                                                       | 1º                  |
| 2001   | Never Ever Let You Go                     | Rollo & King                                                       | 2º                  |
| 2001   | Nunca te vás embora                       | Søren Poppe, Thomas Brekling, Stefan Teilmann Laub Nielsen         | 2º                  |
| 2002   | Tell Me Who You Are                       | Malene Mortensen                                                   | 24º                 |
| 2002   | Diz-me quem tu és                         | Michael Ronson                                                     | 24º                 |
| 2004   | Shame on You                              | Thomas Thordarsson                                                 | SF:13º              |
| 2004   | Vergonha de ti                            | Ivar Lind Greiner, Iben Plesner                                    | SF:13º              |
| 2005   | Talking to You                            | Jakob Sveistrup                                                    | 9º                  |
| 2005   | Falando em Ti                             | Andreas Mørck, Jacob Launbjerg                                     | 9º                  |
| 2006   | Twist of Love                             | Sidsel Ben Semmane                                                 | 18º                 |
| 2006   | Reviravolta do Amor                       | Niels Drevsholt                                                    | 18º                 |
| 2007   | Drama Queen                               | DQ                                                                 | SF:19º              |
| 2007   | Rainha do Drama                           | Simon Munk, Peter Andersen                                         | SF:19º              |
| 2008   | All Night Long                            | Simon Mathew                                                       | 15º                 |
| 2008   | A noite inteira                           | Jacob Launbjerg, Svend Gudiksen, Nis Bøgvad                        | 15º                 |
| 2009   | Believe Again                             | Niels Brinck                                                       | 13º                 |
| 2009   | Acreditar de novo                         | Lars Halvor Jensen, Martin Møller Larsson, Ronan Keating           | 13º                 |
| 2010   | In a Moment Like This                     | Chanée and N'evergreen                                             | 4º                  |
| 2010   | Em um momento como esse                   | Thomas G:son, Henrik Sethsson, Erik Bernholmis                     | 4º                  |
| 2011   | New Tomorrow                              | A Friend In London                                                 | 5º                  |
| 2011   | Novo amanhã                               | Lise Cabble, Jakob Glæsner                                         | 5º                  |
| 2012   | Should've Known Better                    | Soluna Samay                                                       | 23º                 |
| 2012   | Devia ter desconfiado                     | Remee, Chief 1, Amir Sulaiman, Isam Bachiri                        | 23º                 |
| 2013   | Only Teardrops                            | Emmelie de Forest                                                  | 1º                  |
| 2013   | Apenas lágrimas                           | Lise Cabble, Julia Fabrin Jakobsen, Thomas Stengaard               | 1º                  |
| 2014   | Cliché Love Song                          | Basim                                                              | 9º                  |
| 2014   | Canção de Amor Clichê                     |                                                                    | 9º                  |
| 2015   | The Way You Are                           | Anti Social Media                                                  | 13º SF              |
| 2015   | A Tua Forma de Ser                        |                                                                    | 13º SF              |
| 2016   | Soldiers of Love                          | Lighthouse X                                                       | 1º                  |
| 2016   | Soldados de amor                          |                                                                    | 1º                  |
| 2017   | Where I Am                                | Anja Nissen                                                        | 20º                 |
| 2017   | Onde estou                                |                                                                    | 20º                 |
| 2018   | Rasmussen                                 | Higher Ground                                                      | 9º                  |
| 2018   | Solo mais elevado                         |                                                                    | 9º                  |
| 2019   | Love Is Forever                           | Leonora                                                            | 1º                  |
| 2019   | Amor é para sempre                        |                                                                    | 1º                  |
| 2020   |                                           |                                                                    |                     |
|        |                                           |                                                                    |                     |

Predefinição:Selecções Nacionais para o Festival Eurovisão da Canção por país
*O vencedor de 1996, "Kun med dig" por Dorte Andersen e Martin Loft não se qualificou par a final do Festival Eurovisão da Canção 1996 por ter sido eliminada na semi-final.